# Glipidiomorpha ideodorsalis
Glipidiomorpha ideodorsalis es una especie de coleóptero de la familia Mordellidae.

## Distribución geográfica
Habita en Mashonaland (Zimbabue).